# Паспорт подданного Саудовской Аравии
Паспорт подданного Саудовской Аравии выдаётся исключительно для международных поездок. Действителен в течение 5 лунных лет - для людей в возрасте до 21 года; 5 или 10 лунных лет - для людей в возрасте от 21 года и старше. Стоимость паспорта - 300 саудовских риалов (80 долларов США) за 5 лунных лет и 600 саудо

## Процедура получения
Кандидат должен заполнить онлайн-форму. В случае продления паспорта кандидату не требуется заполнять форму, паспорт может быть продлен за несколько шагов онлайн через онлайн-платформу Absher.  
Паспорт выдаётся по личному заявлению. Женщине или незамужней девушке моложе 21 года для получения паспорта необходимо разрешение опекуна-мужчины на выезд из страны. Кроме того, он должен лично присутствовать при подаче прошения. Кандидат также должен предъявить действительное национальное удостоверение личности, женщинам и незамужним девушкам — также семейные удостоверения личности.
На фотографии проситель должен быть в традиционной для Саудовской Аравии одежде,
если только он не несовершеннолетний и у него нет государственного удостоверения личности. Размер фотографии — 4 x 6 см. Документальная форма заполняется на арабском и на английском. Опекун также заполняет формы. Пошлина составляет 150 риалов.
В 2017 году введена новая опция выдачи паспорта, срок действия которой составляет десять лет.
Все процедуры проводятся в электронном виде через платформу Absher. Эта платформа позволяет кандидатам подать заявку на новый паспорт или продление паспорта без необходимости личного присутствия.

## Внешний вид и содержимое
В верхней части обложки изображён герб Саудовской Аравии, ниже — надписи на арабском и английском языках (в скобках даётся русский перевод):

«المملكة العربية السعودية» Kingdom of Saudi Arabia («Королевство Саудовская Аравия»)

«عضو جامعة الدول العربية»  («Член Лиги арабских государств» (единственная фраза обложки, не приводящаяся на английском языке))

«جواز سفر» Passport («Паспорт»).
Страница предъявителя содержит следующую информацию:
- Фотография владельца
- Тип документа (Р для паспорта)лишь
- Код государства (SAU)
- Серийный номер
- Имя на английском
- Дата рождения (по Исламскому и Григорианскому календарю)
- Пол (М / M для мужчин или F / F для женщин)
- Дата выдачи паспорта (по Исламскому и Григорианскому календарю)
- Дата окончания срока действия паспорта по исламскому и григорианскому календарю. Дата выбирается заявителем, для женщин и незамужних девушек до 21 года выбрать либо подтвердить выбор должен опекун-мужчина.
- Место рождения.
- Место выдачи, орган выдачи и дата выдачи (по исламскому, так и григорианскому календарю)
- Остальная информация сохраняется в компьютере.

Вся информация хранится в системах МВД.

## Паспортная справка
Arabic: "باسم ملك المملكة العربية السعودية أطلب من موظفي المملكة المدنيين والعسكريين وممثليها في الخارج ومن كل سلطة أخرى تعمل باسمها ومن السلطات المختصة في الدول الصديقة أن يسمحوا لحامل هذا الجواز بحرية المرور وأن يقدموا له المساعدة والرعاية
English: "IN THE NAME OF THE KING, OF THE KINGDOM OF SAUDI ARABIA, I REQUEST AND REQUIRE ALL THOSE WHOM IT MAY CONCERN, TO ALLOW THE BEARER TO PASS FREELY WITHOUT LET OR HINDRANCE AND TO AFFORD THE BEARER SUCH ASSISTANCE AND PROTECTION AS MAY BE NECESSARY"

## Запрещенные страны
- Таиланд, разрешен только для бизнесменов с разрешения Торгово-промышленной палаты в связи с делом о голубых бриллиантах.

- Израиль (после сентября 2019 года) саудовцы могут вернуться с израильской печатью в паспорте, а Израиль прекратил использовать штампы в паспортах.

- Иран после разрыва саудовско-иранских отношений в январе 2016 г.

- Страны, находящиеся в состоянии войны, такие как Сирия и Афганистан.

- Катар, с 5 июня 2017 г.